# Pre-Clasificatorio del Campeonato FIBA Américas de 2025
El Pre-Clasificatorio de FIBA Américas de baloncesto será la segunda edición de eliminatorias clasificatorias rumbo al Campeonato FIBA Américas o Copa de las Américas organizado por Federación Internacional de Baloncesto (FIBA), donde selecciones del continente americano competirán por 16 cupos para el campeonato de las Américas, a realizarse en (país organizador) entre agosto y septiembre de 2025.
La fase Inicial llamada pre-clasificatorio consta con 2 rondas previas, en las que jugarán los equipos de la División B de FIBA Américas más los equipos que terminaron últimos en la primera fase de la Clasificación de FIBA Américas para la Copa Mundial de Baloncesto de 2023

## 1.ª Fase Pre-Clasificatorio a la FIBA Americup 2025
En primera instancia cuenta con 7 equipos que fueron los calificados a jugar la 1.ª fase de las nuevas eliminatorias rumbo a la Americup 2025, que continúan en la división B de FIBA Américas.

### Pre-Clasificatorio Centroamérica y el Caribe
Por la zona de Centroamérica y el Caribe participaron 5 equipos que se jugó en un solo grupo a partido único para definir a dos clasificados a la siguiente fase

### Grupo A
Por la zona de Centroamérica: 5 equipos se enfrentaron entre sí para definir al clasificado a la 2.ª fase.

#### Primera Ventana
| 22 de febrero de 2023 | El Salvador                                                          | 97–101                                                    | Costa Rica                                                       | Managua                                                                  |  |
| 15:30 (UTC-6)         | Parciales: 23–17, 16–10, 22–13, 12–33 (T.E.: 15–15, 9–13)            | Parciales: 23–17, 16–10, 22–13, 12–33 (T.E.: 15–15, 9–13) | Parciales: 23–17, 16–10, 22–13, 12–33 (T.E.: 15–15, 9–13)        |                                                                          |  |
|                       | Estadísticas Roberto Martinez 28 Carlos Arias 20 Eduardo Escalante 7 | Reporte Pts Reb Asts                                      | Estadísticas 22 David Shedden 17 Carlos Quesada 4 Carlos Quesada | Pabellón: Alexis Argüello Árbitros: Jesed Díaz Juan Valenzuela Kevin Lei |  |

| 22 de febrero de 2023 | Nicaragua                                                  | 91–65                                 | Honduras                                                      | Managua                                                                               |  |
| 19:00 (UTC-6)         | Parciales: 22–14, 20–10, 26–20, 23–21                      | Parciales: 22–14, 20–10, 26–20, 23–21 | Parciales: 22–14, 20–10, 26–20, 23–21                         |                                                                                       |  |
|                       | Estadísticas Jared Ruiz 21 Bartel Lopez 18 Romario Ponce 9 | Reporte Pts Reb Asts                  | Estadísticas 13 Denneson Lucas 6 Denneson Lucas 5 Alex Alfaro | Pabellón: Alexis Argüello Árbitros: Gustavo Mathias Carmelo De La Rosa Samuel Hidalgo |  |

#### Segunda Ventana
| 23 de febrero de 2023 | Honduras                                                         | 65–51                                | El Salvador                                                       | Managua                                                                              |  |
| 15:30 (UTC-6)         | Parciales: 18–16, 19–8, 17–14, 11–13                             | Parciales: 18–16, 19–8, 17–14, 11–13 | Parciales: 18–16, 19–8, 17–14, 11–13                              |                                                                                      |  |
|                       | Estadísticas Denneson Lucas 16 Machiel Ramon 11 Denneson Lucas 5 | Reporte Pts Reb Asts                 | Estadísticas 14 Brayan Garcia 13 Carlos Arias 5 Eduardo Escalante | Pabellón: Alexis Argüello Árbitros: Gustavo Mathias Yezid Carreño Carmelo De La Rosa |  |

| 23 de febrero de 2023 | Guatemala                                                        | 59–77                                 | Nicaragua                                                 | Managua                                                                 |  |
| 19:00 (UTC-6)         | Parciales: 11–22, 10–21, 18–13, 20–21                            | Parciales: 11–22, 10–21, 18–13, 20–21 | Parciales: 11–22, 10–21, 18–13, 20–21                     |                                                                         |  |
|                       | Estadísticas Helmut Esquivel 18 Helmut Esquivel 20 José Tuchan 4 | Reporte Pts Reb Asts                  | Estadísticas 18 Jared Ruiz 7 Jared Ruiz 5 Sharlon Hodgson | Pabellón: Alexis Argüello Árbitros: Jesed Díaz Kevin Lei Samuel Hidalgo |  |

#### Tercera Ventana
| 24 de febrero de 2023 | El Salvador                                                      | 80–61                                 | Guatemala                                                                | Managua                                                                      |  |
| 15:30 (UTC-6)         | Parciales: 22–16, 17–13, 17–10, 24–22                            | Parciales: 22–16, 17–13, 17–10, 24–22 | Parciales: 22–16, 17–13, 17–10, 24–22                                    |                                                                              |  |
|                       | Estadísticas Carlos Arias 24 Carlos Arias 13 Eduardo Escalante 8 | Reporte Pts Reb Asts                  | Estadísticas 15 Miguel Gonzales 22 Helmut Esquivel 3 Thurron Mallory Jr. | Pabellón: Alexis Argüello Árbitros: Jesed Díaz Yezid Carreño Juan Valenzuela |  |

| 24 de febrero de 2023 | Costa Rica                                                       | 69–55                                | Honduras                                                          | Managua                                                                          |  |
| 19:00 (UTC-6)         | Parciales: 23–10, 12–15, 19–21, 15–9                             | Parciales: 23–10, 12–15, 19–21, 15–9 | Parciales: 23–10, 12–15, 19–21, 15–9                              |                                                                                  |  |
|                       | Estadísticas Carlos Quesada 16 Steven Mc Donald 8 Isaac Conejo 8 | Reporte Pts Reb Asts                 | Estadísticas 14 Denesson Lucas 9 Denesson Lucas 2 Carlos Dionisio | Pabellón: Alexis Argüello Árbitros: Carmelo De La Rosa Gustavo Mathias Kevin Lei |  |

#### Cuarta Ventana
| 25 de febrero de 2023 | Guatemala                                                             | 66–81                                 | Costa Rica                                                     | Managua                                                                     |  |
| 15:30 (UTC-6)         | Parciales: 10–14, 23–15, 11–30, 22–22                                 | Parciales: 10–14, 23–15, 11–30, 22–22 | Parciales: 10–14, 23–15, 11–30, 22–22                          |                                                                             |  |
|                       | Estadísticas David Monterroso 19 Helmut Esquivel 13 Miguel Gonzales 6 | Reporte Pts Reb Asts                  | Estadísticas 15 Carlos Quesada 11 Isaac Conejo 13 Isaac Conejo | Pabellón: Alexis Argüello Árbitros: Jesed Díaz Yezid Carreño Samuel Hidalgo |  |

| 25 de febrero de 2023 | Nicaragua                                               | 77–49                                | El Salvador                                                      | Managua                                                                           |  |
| 19:00 (UTC-6)         | Parciales: 24–4, 16–12, 23–18, 14–15                    | Parciales: 24–4, 16–12, 23–18, 14–15 | Parciales: 24–4, 16–12, 23–18, 14–15                             |                                                                                   |  |
|                       | Estadísticas Jared Ruiz 27 Dalton Cacho 13 Jared Ruiz 6 | Reporte Pts Reb Asts                 | Estadísticas 14 Ernesto Rodríguez 10 Carlos Arias 4 Carlos Arias | Pabellón: Alexis Argüello Árbitros: Carmelo De La Rosa Gustavo Mathias- Kevin Lei |  |

#### Quinta Ventana
| 26 de febrero de 2023 | Honduras                              | 62–58                                 | Guatemala                             | Managua                                                                  |  |
| 15:30 (UTC-6)         | Parciales: 19–14, 20–15, 12–17, 11–12 | Parciales: 19–14, 20–15, 12–17, 11–12 | Parciales: 19–14, 20–15, 12–17, 11–12 |                                                                          |  |
|                       | Estadísticas                          | Reporte Pts Reb                       | Estadísticas                          | Pabellón: Alexis Argüello Árbitros: Jesed Díaz Kevin Lei Juan Valenzuela |  |

| 26 de febrero de 2023 | Costa Rica                                                  | 64–80                                 | Nicaragua                                               | Managua                                                                              |  |
| 19:00 (UTC-6)         | Parciales: 15–19, 11–23, 21–17, 17–21                       | Parciales: 15–19, 11–23, 21–17, 17–21 | Parciales: 15–19, 11–23, 21–17, 17–21                   |                                                                                      |  |
|                       | Estadísticas Victor Arias 17 David Shedden 8 Isaac Conejo 7 | Reporte Pts Reb Asts                  | Estadísticas 31 Jared Ruiz 15 Bartel López 5 Jared Ruiz | Pabellón: Alexis Argüello Árbitros: Carmelo De La Rosa Yezid Carreño Gustavo Mathias |  |

#### Posiciones
| #   | Equipo      | PJ | G | P | PE  | PP  | Dif | Pts |
| --- | ----------- | -- | - | - | --- | --- | --- | --- |
| 1.° | Nicaragua   | 4  | 4 | 0 | 325 | 237 | +88 | 8   |
| 2.° | Costa Rica  | 4  | 3 | 1 | 315 | 298 | +17 | 7   |
| 3.° | Honduras    | 4  | 2 | 2 | 247 | 269 | -22 | 6   |
| 4.° | El Salvador | 4  | 1 | 3 | 277 | 304 | -27 | 5   |
| 5.° | Guatemala   | 4  | 0 | 4 | 244 | 300 | -56 | 4   |

|  |                                       |
|  | Nicaragua accede a la siguiente ronda |

### Grupo B
Por la zona de Sudamérica Ecuador y Bolivia se enfrentaron en partidos de ida y vuelta para definir al clasificado a la 2.ª fase.

#### Primera Ventana
| 23 de mayo de 2023 | Ecuador                                                               | 90–68                                 | Bolivia                                               | Ibarra                                                                          |  |
| 20:00 (UTC-5)      | Parciales: 18–14, 19–26, 22–16, 31–12                                 | Parciales: 18–14, 19–26, 22–16, 31–12 | Parciales: 18–14, 19–26, 22–16, 31–12                 |                                                                                 |  |
|                    | Estadísticas Abraham Barahona 19 Jordan Cardenas 13 Martin Martínez 6 | Reporte Pts Reb Asts                  | Estadísticas 19 Rene Calvo 8 Rene Calvo 8 Ronald Arze | Pabellón: Luis Leoro Franco Árbitros: Julio Anaya Franco Anselmo Ramiro Marques |  |

| 27 de mayo de 2023 | Bolivia                                                | 86–81                                 | Ecuador                                                         | Tarija                                                                                   |  |
| 20:00 (UTC-4)      | Parciales: 10–26, 23–21, 26–13, 27–21                  | Parciales: 10–26, 23–21, 26–13, 27–21 | Parciales: 10–26, 23–21, 26–13, 27–21                           |                                                                                          |  |
|                    | Estadísticas Ronald Arze 23 Irin Stark 8 Ronald Arze 7 | Reporte Pts Reb Asts                  | Estadísticas 13 Carlos Malatay 11 Michael Torres 4 Luis Riascos | Pabellón: Guadalquivir Básquetbol Árbitros: Andrés Bartel Leonardo Zalazar Edson Mathias |  |

#### Posiciones
| #   | Equipo  | PJ | G | P | PE  | PP  | Dif | Pts |
| --- | ------- | -- | - | - | --- | --- | --- | --- |
| 1.° | Ecuador | 2  | 1 | 1 | 171 | 154 | +17 | 3   |
| 2.° | Bolivia | 2  | 1 | 1 | 154 | 171 | -17 | 3   |

|  |                                     |
|  | Ecuador accede a la siguiente ronda |

## 2.ª Fase Pre-Clasificatorio a la FIBA Americup 2025

### Grupo A
El grupo A tendrá como sede la Valdivia, Chile.
| #   | Equipo   | PJ | G | P | PE  | PP  | Dif  | Pts |
| --- | -------- | -- | - | - | --- | --- | ---- | --- |
| 1.° | Chile    | 3  | 3 | 0 | 275 | 158 | +117 | 6   |
| 2.° | Paraguay | 3  | 2 | 1 | 193 | 241 | -48  | 5   |
| 3.° | Barbados | 3  | 1 | 2 | 223 | 256 | -33  | 4   |
| 4.° | Ecuador  | 3  | 0 | 3 | 220 | 256 | -36  | 3   |

|  |                                                                        |
|  | Chile y Paraguay permanece a División A para el Torneo Clasificatorio. |

### Grupo B
El grupo A tendrá como sede la Managua, Nicaragua.
| #   | Equipo            | PJ | G | P | PE  | PP  | Dif | Pts |
| --- | ----------------- | -- | - | - | --- | --- | --- | --- |
| 1.° | Nicaragua         | 3  | 3 | 0 | 232 | 213 | +19 | 6   |
| 2.° | Cuba              | 3  | 2 | 1 | 244 | 194 | +50 | 5   |
| 3.° | Islas Vírgenes    | 3  | 1 | 2 | 193 | 201 | -8  | 4   |
| 4.° | Antigua y Barbuda | 3  | 0 | 3 | 178 | 239 | -61 | 3   |

|  |                                                                          |
|  | Nicaragua y Cuba permanecen en División A para el Torneo Clasificatorio. |